# Muhabbetella
Muhabbetella is een geslacht van vliesvleugeligen uit de familie bronswespen (Chalcididae). De wetenschappelijke naam van dit geslacht is voor het eerst geldig gepubliceerd in 2008 door Koçak & Kemal.

## Soorten
Het geslacht Muhabbetella omvat de volgende soorten:
- Muhabbetella achterbergi (Narendran, 1987)
- Muhabbetella acutiscutellum (Liu, 1995)
- Muhabbetella elegans (Boucek, 1988)
- Muhabbetella exigera (Boucek, 1988)
- Muhabbetella leptepipygium (Liu, 1995)